# Viducassen
Viducassen, auch Vidukassen (lateinisch Viducasses) war der Name eines keltischen Stammes in Gallien, der im heutigen Département Calvados in Nordwest-Frankreich seine Wohnsitze hatte. Der Hauptort war Aregenua (von gallisch are, „unten“ und genua, „Mündung“), das heutige Vieux. Der Name Vieux leitet sich von der Umbenennung in römischer Zeit auf Civitas Viducassensis her. Sie werden als Klientenstamm der Esuvier genannt.
Nach Birkhan ist die gallische Namensendung -casses mit „die Gelockten, Behaarten“ zu deuten (zum Beispiel: Bodiocasses, „die Blondgelockten“). Bei Maier wird diese Ableitung ebenfalls als möglich genannt (siehe dort irisch buidechas, „blondgelockt“).
In einer Inschrift, dem sog. Marbre de Thorigny (Marmor[stein] von Thorigny; datiert 238 n. Chr.)  werden die Viducassen im Zusammenhang mit dem dort geehrten Titus Sennius Solemnis genannt; tatsächlich wurde der Stein in Vieux-la-Romaine und nicht in Thorigny entdeckt.